# Ilker Ayci
Ilker Ayci (nacido en 1971, Estambul) es un empresario turco. Fue presidente de Turkish Airlines de 2015 a 2022. En enero de 2011, fue nombrado presidente de la Agencia de Promoción y Apoyo a la Inversión del Primer Ministerio de Turquía. Ha sido designado como el nuevo CEO y director general de Air India y comenzará su cargo el 1 de abril de 2022 o antes.

## Primeros años y carrera
Ayci nació en Estambul en 1971. Es alumno de 1994 del Departamento de Ciencias Políticas y Administración Pública de la Universidad de Bilkent, según el comunicado del Grupo Tata. Después de una estancia de investigación en ciencias políticas en la Universidad de Leeds en el Reino Unido en 1995, completó un programa de Maestría en Relaciones Internacionales en la Universidad de Marmara en Estambul en 1997.
En 1994, Aycı fue asesor de Recep Tayyip Erdoğan, entonces alcalde de Estambul. En febrero de 2013, Aycı fue designado vicepresidente de la Asociación Mundial de Agencias de Promoción de Inversiones, fue ascendido en enero de 2014 y asumió el cargo de presidente hasta 2015. El 14 de febrero de 2022, Tata Group nombró a Aycı para convertirse en el nuevo director ejecutivo y director general de Air India.